# Igor Boldine
Temple de la renommée russe : 2014
Igor Petrovitch Boldine - en russe : Игорь Петрович Болдин (Igor’ Petrovič Boldin) et en anglais : Igor Boldin - (né le 2 février 1964 à Moscou en URSS) est un ancien joueur professionnel russe de hockey sur glace .

## Carrière de joueur
En 1981, il commence sa carrière avec le HC Spartak Moscou en championnat d'URSS. Il est choisi en 1992 au cours du repêchage d'entrée dans la Ligue nationale de hockey par les Blues de Saint-Louis en 8e ronde, en 180e position. Il a joué en SM-Liiga. et Elitserien de 1993 à 1996. Il met un terme à sa carrière en 2003.

## Carrière internationale
Il a représenté l'Équipe d'URSS puis Équipe de Russie. Il a participé aux Jeux olympiques de 1992 conclus par une médaille d'or. Il a également participé à une édition championnats du monde.

## Statistiques
| Saison    | Équipe          | Ligue         |    | Saison régulière | Saison régulière | Saison régulière | Saison régulière | Saison régulière |    | Séries éliminatoires | Séries éliminatoires | Séries éliminatoires | Séries éliminatoires | Séries éliminatoires |
| Saison    | Équipe          | Ligue         | PJ | B                | A                | Pts              | Pun              | PJ               | B  | A                    | Pts                  | Pun                  |                      |                      |
| 1981-1982 | Spartak Moscou  | URSS          | 3  | 1                | 0                | 1                | 0                |                  |    |                      |                      |                      |                      |                      |
| 1982-1983 | Spartak Moscou  | URSS          | 41 | 14               | 8                | 22               | 4                |                  |    |                      |                      |                      |                      |                      |
| 1983-1984 | Spartak Moscou  | URSS          | 40 | 12               | 19               | 31               | 2                |                  |    |                      |                      |                      |                      |                      |
| 1984-1985 | Spartak Moscou  | URSS          | 48 | 10               | 10               | 20               | 12               |                  |    |                      |                      |                      |                      |                      |
| 1985-1986 | Spartak Moscou  | URSS          | 36 | 8                | 6                | 14               | 2                |                  |    |                      |                      |                      |                      |                      |
| 1986-1987 | Spartak Moscou  | URSS          | 40 | 5                | 8                | 13               | 8                |                  |    |                      |                      |                      |                      |                      |
| 1987-1988 | Spartak Moscou  | URSS          | 41 | 20               | 9                | 29               | 4                |                  |    |                      |                      |                      |                      |                      |
| 1988-1989 | Spartak Moscou  | URSS          | 43 | 9                | 7                | 16               | 6                |                  |    |                      |                      |                      |                      |                      |
| 1989-1990 | Spartak Moscou  | URSS          | 45 | 13               | 18               | 31               | 8                |                  |    |                      |                      |                      |                      |                      |
| 1990-1991 | Spartak Moscou  | URSS          | 43 | 8                | 15               | 23               | 8                |                  |    |                      |                      |                      |                      |                      |
| 1991-1992 | Spartak Moscou  | URSS          | 35 | 6                | 24               | 30               | 2                |                  |    |                      |                      |                      |                      |                      |
| 1993-1994 | HPK Hämeenlinna | SM-liiga      | 44 | 17               | 29               | 46               | 0                | --               | -- | --                   | --                   | --                   |                      |                      |
| 1994-1995 | HPK Hämeenlinna | SM-liiga      | 35 | 8                | 18               | 26               | 12               | --               | -- | --                   | --                   | --                   |                      |                      |
| 1995-1996 | TuTo Turku      | SM-liiga      | 17 | 7                | 5                | 12               | 6                | --               | -- | --                   | --                   | --                   |                      |                      |
| 1995-1996 | Spartak Moscou  | Superliga     | 3  | 0                | 1                | 1                | 0                |                  |    |                      |                      |                      |                      |                      |
| 1996-1997 | Brynäs IF       | Elitserien    | 45 | 6                | 24               | 30               | 8                | --               | -- | --                   | --                   | --                   |                      |                      |
| 1997-1998 | Spartak Moscou  | Superliga     | 38 | 6                | 20               | 26               | 10               |                  |    |                      |                      |                      |                      |                      |
| 1998-1999 | Spartak Moscou  | Superliga     | 40 | 3                | 6                | 9                | 2                | --               | -- | --                   | --                   | --                   |                      |                      |
| 1999-2000 | Spartak Moscou  | Vyschaïa liga | 32 | 12               | 18               | 30               | 33               |                  |    |                      |                      |                      |                      |                      |
| 2000-2001 | Spartak Moscou  | Vyschaïa liga | 20 | 8                | 11               | 19               | 2                | 11               | 3  | 3                    | 6                    | 0                    |                      |                      |
| 2001-2002 | Spartak Moscou  | Superliga     | 24 | 6                | 9                | 15               | 4                |                  |    |                      |                      |                      |                      |                      |
| 2002-2003 | HK Tver         | Vyschaïa liga | 28 | 2                | 7                | 9                | 0                |                  |    |                      |                      |                      |                      |                      |

### En équipe nationale
| Année | Équipe | Compétition                 |   | PJ | B | A | Pts | Pun           |  | Résultat |
| 1983  | URSS   | Championnat du monde junior |   |    |   |   |     | Médaille d'or |  |          |
| 1984  | URSS   | Championnat du monde junior |   |    |   |   |     | Médaille d'or |  |          |
| 1992  | Russie | Jeux olympiques             | 8 | 2  | 6 | 8 | 0   | Médaille d'or |  |          |
| 1992  | Russie | Championnat du monde        | 6 | 3  | 1 | 4 | 0   | 5e            |  |          |